# کاکی (آلاسکا)
کاکی (به انگلیسی: Kake) شهری در ناحیه سرشماری پیترزبورگ ایالت آلاسکا است که جمعیت آن در سرشماری سال ۲۰۰۰ میلادی ۷۱۰ نفر بوده‌است.